# Grb Občine Ilirska Bistrica
Grb Občine Ilirska Bistrica je upodobljen na ščitu čisto simetrične oblike, ki se na spodnji strani zaključi s polkrogom. Osrednji motiv na svetlo modri podlagi ščita predstavlja zlatorumena ladja Liburna. Ladja ima šest vesel in prislonjeno krmilo ter zastavo na krmnem drogu, obrnjeno proč od smeri vožnje.